# Neurocrani
El neurocrani és una de les dues parts diferenciades del crani. És un conjunt de vuit ossos destinats a protegir el cervell i el tronc cerebral. Aquests són:
- Os frontal
- Ossos parietals
- Os occipital
- Os esfenoide
- Ossos temporals
- Os etmoide.

La volta del crani queda dins el neurocrani.